# Gegunung Kulon
Gegunung Kulon is een bestuurslaag in het regentschap Rembang van de provincie Midden-Java, Indonesië. Gegunung Kulon telt 922 inwoners (volkstelling 2010).